# Johannes Grünwalder
Johannes Grünwalder (Monaco di Baviera, 1392 – Vienna, 2 dicembre 1452) è stato un vescovo cattolico tedesco e pseudocardinale.
Era figlio illegittimo del duca Giovanni II di Baviera e di Anna Pirsser.

## Biografia

### Giovinezza e primi incarichi
Per assicurargli il sostentamento, fu scelta per lui la carriera ecclesiastica. Ricevette la sua prima formazione nel convento agostiniano di Indersdorf. Qui egli si distinse presto quando, ancora novizio, scrisse un'opera ritenuta un modello: Regel des Heiligen Augustinus (La regola di Sant'Agostino). Già all'età di diciassette anni divenne canonico della cattedrale di Frisinga e si recò a studiare a Vienna. Nel 1414 divenne prevosto ad Isen e nel 1416 parroco nella parrocchia di San Pietro a Monaco di Baviera, anche se non esercitò mai di fatto questa carica. Dal 1416 al 1418 studiò a Padova diritto canonico e diritto civile, ottenendo così la laurea in utroque jure. Nel 1418 venne nominato prevosto di Innichen.
Johannes si trovò in una favorevole posizione, allorché il 13 dicembre 1421 morì improvvisamente Hermann von Chili, vescovo di Frisinga, cosicché la sua sedia episcopale si rese libera: appoggiato dal favore dei Wittelsbach, fu eletto vescovo dal capitolo del duomo di Frisinga nel gennaio del 1422. Vi erano tuttavia due altri aspiranti alla stessa carica e il duca Alberto II d'Asburgo si espresse, presso papa Martino V, a favore di Alberto di Pottendorf, mentre Enrico XIV della Bassa Baviera sostenne la candidatura di Nicodemo della Scala. Alberto rinunciò al suo candidato, dando il suo sostegno a Nicodem, mentre Giovanni II di Baviera ed il capitolo del duomo sostenevano il Grünwalder.
Il papa ignorò la decisione del capitolo e il 22 marzo 1422 decise per Nicodemo. Nell'autunno del 1422, con la mediazione Eberardo III di Neuhaus, arcivescovo di Salisburgo, si giunse ad un compromesso: Grünwalder rinunciò alla sede episcopale e venne nominato vicario generale permanente con una speciale retribuzione annuale mentre Nicodemo divenne, il 7 dicembre 1423, principe-vescovo di Frisinga.

### Attività come vicario generale permanente
Poiché il vescovo Nicodemo, impegnato nella Curia romana, era spesso assente dalla diocesi, toccò soprattutto a Johannes applicare le direttive del concilio di Costanza per la riforma del clero e dei conventi nella diocesi. Dal 1424 fino al 1426 Grünwalder si adoperò con successo alla riforma delle abbazie di Tegernsee, Weihenstephan, Dietramszell, Rottenbuch, Beuerberg, Scheyern, Indersdorf, Beyharting e Weyarn; solo nell'abbazia di Ebersberg non riuscì nei suoi tentativi di riforma. Grazie alle sue visite in loco ed alle misure di rinnovamento da lui intraprese, si fece nel mondo ecclesiastico una grande fama.
Nel Concilio di Basilea Grünwalder fu, dal gennaio 1432, una delle figure-chiave. Poiché il vescovo Nicodemo si presentò come rappresentante del duca Alberto II di Asburgo, toccò a Grünwalder rappresentare gli interessi della diocesi di Frisinga. Nel 1432 Nicodemo partì per il principato di Francoforte e non doveva più tornare al Concilio, perciò caddero sulle spalle di Grünwalder numerosi ed importanti compiti. Così toccò a lui condurre il processo contro Ludovico VII di Baviera-Ingolstadt, detto Il Barbuto; fu impegnato delle trattative di pace tra Francia ed Inghilterra; esaminò, per conto del Concilio, il processo romano; nel 1436 trattò con la Chiesa greco-ortodossa. Alla fine di aprile del 1437, lasciò il Concilio per rientrare nella sua diocesi a presiedere due sinodi diocesani (aprile 1438 e luglio 1439).
Il 25 luglio 1439 il Concilio di Basilea dichiarò deposto papa Eugenio IV e scelse il duca Amedeo VIII di Savoia come nuovo pontefice, che prese il nome di papa Felice V. Questi chiese urgentemente la sua presenza a Basilea. Grünwalder vi andò e fece scalpore con il suo scritto Traktat über die Autorität Allgemeiner Konzilien (Trattato sull'autorità del Concilio), nel quale spiegava che il Concilio è superiore al Papa, poiché trae il suo potere direttamente da Cristo. Egli si schierò dalla parte di Felice V e riuscì a far sì che Alberto III di Baviera-Monaco lo riconoscesse pubblicamente. Come ricompensa Felice V il 12 ottobre 1440 elevò Johannes alla porpora cardinalizia, assegnandogli il titolo dei (pseudo) cardinale presbitero dei Santi Silvestro e Martino ai Monti, cosicché Grünwalder fu il primo cardinale della diocesi.
Il suo vescovo Nicodemo, al contrario, si schierò a fianco di papa Eugenio IV, dichiarò Grünwalder deposto dalla carica di vicario generale, sollevandolo anche da tutti gli altri incarichi. Tutti i tentativi di mediazione fallirono ed i due si trovarono di fronte in processi che dovevano stabilire chi aveva quali incarichi e chi doveva essere subordinato all'altro.

### Vescovo di Frisinga
Quando Nicodemo, il 13 agosto 1433 morì, il capitolo del duomo di Frisinga si espresse all'unanimità il 13 settembre a favore di Grünwalder come vescovo di Frisinga, come già era stato nel 1422. La scelta fu regolarmente confermata dall'arcivescovo di Salisburgo Giovanni II di Reisberg e Johannes fece il suo ingresso a Frisinga il 10 ottobre come vescovo della diocesi.
Nel frattempo Kaspar Schlick, il potente cancelliere dei sovrani tedeschi, si spese per il fratello Enrico come nuovo vescovo di Frisinga, ricevendo l'appoggio del re Federico III d'Asburgo. Poiché ne Felice V né Eugenio V desideravano guastare i loro rapporti con il re, la risposta sulla vertenza relativa a chi toccasse il vescovato di Frisinga andò per le lunghe. Nel gennaio 1444, papa Eugenio V dichiarò Enrico legittimo vescovo di Frisinga. Felice V invece non prese affatto posizione.
Quattro anni dopo, in modo del tutto inatteso, il re Federico lasciò cadere la candidatura di Enrico II Schlick, chiedendo nell'aprile 1448 a papa Niccolò V, di ritirare la nomina di Schlick e nominare vescovo di Frisinga Grünwalder. Schlick rinunciò quindi in agosto alla carica e Grünwalder, da parte sua, rinunciò a quella di cardinale, giurò fedeltà a papa Niccolò V e venne infine proclamato vescovo di Frisinga.
Johannes si trovò così allo zenit della sua parabola. Egli era presidente del Tribunale reale e venne nominato mediatore nella lite per la Corona ungherese fra Ladislao III di Polonia e Ladislao il Postumo.
Il suo vescovato però era finanziariamente disastrato: le spese e l'abbandono da parte di Oberwölz a favore di Schlick avevano danneggiato seriamente la diocesi.
Nel 1451 Johannes vendette la signoria del castello di Ulmerfeld, per impegnare il ricavato a riscattare le proprietà di Burgrain, Innichen e Waidhofen an der Ybbs. Egli fece tuttavia mettere da parte annualmente mille fiorini, per poter in futuro riacquistare Ulmerfeld. Questo disegno venne realizzato dal suo successore Johann Tulbeck.
Dal punto di vista ecclesiastico la guida di Johannes fu esemplare: le sue riforme delle abbazie, realizzate come vicario generale, riuscirono sempre meglio e in occasione della visita effettuata nel 1451, per conto del Papa, dal cardinale Nicola Cusano, le abbazie della diocesi si classificarono fra le migliori.
Già quando era ancora in vita Johannes fece erigere la propria tomba dallo scultore Jakob Kaschauer. Essa si trova nel lato sud del Duomo di Frisinga. Johannes Grünwalder morì durante le trattative con gli Ungheresi il 2 dicembre 1452 e la sua salma venne inumata nel cimitero di Vienna.

## Ascendenza
|                        |   |                           | Genitori                 |  |  | Nonni |  |  | Bisnonni           |  |  | Trisnonni              |  |
|                        |   |                           |                          |  |  |       |  |  | Ludovico il Bavaro |  |  | Ludovico II di Baviera |  |
|                        |   |                           |                          |  |  |       |  |  | Ludovico il Bavaro |  |  | Ludovico II di Baviera |  |
|                        |   | Matilde d'Asburgo         |                          |  |  |       |  |  | Ludovico il Bavaro |  |  |                        |  |
| Stefano II di Baviera  |   |                           |                          |  |  |       |  |  | Ludovico il Bavaro |  |  |                        |  |
|                        |   | Beatrice di Slesia-Glogau | Bolko I di Świdnica      |  |  |       |  |  |                    |  |  |                        |  |
|                        |   | Beatrice di Slesia-Glogau | Bolko I di Świdnica      |  |  |       |  |  |                    |  |  |                        |  |
|                        |   | Beatrice di Slesia-Glogau | Beatrice del Brandeburgo |  |  |       |  |  |                    |  |  |                        |  |
| Giovanni II di Baviera |   | Beatrice di Slesia-Glogau |                          |  |  |       |  |  |                    |  |  |                        |  |
|                        |   | Federico III d'Aragona    | Pietro III d'Aragona     |  |  |       |  |  |                    |  |  |                        |  |
|                        |   | Federico III d'Aragona    | Pietro III d'Aragona     |  |  |       |  |  |                    |  |  |                        |  |
|                        |   | Federico III d'Aragona    | Costanza di Sicilia      |  |  |       |  |  |                    |  |  |                        |  |
| Isabella d'Aragona     |   | Federico III d'Aragona    |                          |  |  |       |  |  |                    |  |  |                        |  |
|                        |   | Eleonora d'Angiò          | Carlo II d'Angiò         |  |  |       |  |  |                    |  |  |                        |  |
|                        |   | Eleonora d'Angiò          | Carlo II d'Angiò         |  |  |       |  |  |                    |  |  |                        |  |
|                        |   | Eleonora d'Angiò          | Maria Arpad d'Ungheria   |  |  |       |  |  |                    |  |  |                        |  |
| Johannes Grünwalder    |   | Eleonora d'Angiò          |                          |  |  |       |  |  |                    |  |  |                        |  |
|                        | … | …                         |                          |  |  |       |  |  |                    |  |  |                        |  |
|                        | … | …                         |                          |  |  |       |  |  |                    |  |  |                        |  |
|                        | … | …                         |                          |  |  |       |  |  |                    |  |  |                        |  |
| …                      | … |                           |                          |  |  |       |  |  |                    |  |  |                        |  |
|                        |   | …                         | …                        |  |  |       |  |  |                    |  |  |                        |  |
|                        |   | …                         | …                        |  |  |       |  |  |                    |  |  |                        |  |
|                        |   | …                         | …                        |  |  |       |  |  |                    |  |  |                        |  |
| Anna Pirsser           |   | …                         |                          |  |  |       |  |  |                    |  |  |                        |  |
|                        |   | …                         | …                        |  |  |       |  |  |                    |  |  |                        |  |
|                        |   | …                         | …                        |  |  |       |  |  |                    |  |  |                        |  |
|                        |   | …                         | …                        |  |  |       |  |  |                    |  |  |                        |  |
| …                      |   | …                         |                          |  |  |       |  |  |                    |  |  |                        |  |
|                        |   | …                         | …                        |  |  |       |  |  |                    |  |  |                        |  |
|                        |   | …                         | …                        |  |  |       |  |  |                    |  |  |                        |  |
|                        |   | …                         | …                        |  |  |       |  |  |                    |  |  |                        |  |
|                        |   | …                         |                          |  |  |       |  |  |                    |  |  |                        |  |